# Bogdan Țăruș
Bogdan Țăruș, né le 1er août 1975 à Piatra Neamț, est un ancien athlète roumain spécialiste du saut en longueur.

## Carrière

### Palmarès
| Date | Compétition                    | Lieu      | Résultat | Performance |
| ---- | ------------------------------ | --------- | -------- | ----------- |
| 1994 | Championnats du monde junior   | Lisbonne  | 2e       |             |
| 1994 | Championnats d'Europe          | Helsinki  | 4e       |             |
| 1995 | Championnats du monde          | Göteborg  | 5e       |             |
| 1996 | Championnats d'Europe en salle | Stockholm | 2e       |             |
| 1996 | Jeux olympiques                | Atlanta   | 15e      |             |
| 1997 | Championnats du monde          | Athènes   | 11e      |             |
| 1998 | Championnats d'Europe          | Budapest  | 2e       |             |
| 1999 | Championnats du monde          | Maebashi  | 6e       |             |
| 2000 | Championnats d'Europe en salle | Madrid    | 2e       |             |
| 2000 | Jeux olympiques                | Sydney    | 9e       |             |
| 2004 | Championnats du monde          | Budapest  | 4e       |             |
| 2004 | Jeux olympiques                | Athènes   | 8e       |             |
| 2005 | Championnats d'Europe en salle | Madrid    | 2e       |             |

### Records
À 12 ans, il réalise un saut de 7,53 m. Son meilleur saut est de 8,29 m, réalisé en 1996 à Formia.